# Snæfellsjökull
Snæfellsjökull er et bjerg i Island med en jøkul eller gletscher (islandsk jökull) der dækker toppen. Det har en højde på 1446 moh. Bjergets navn er egentlig Snæfell, men det bliver sædvanligvis kaldt Snæfellsjökull for at skelne mellem to andre bjerge, der også hedder Snæfell. Snæfellsjökull dækker den vestligste del af Snæfellsnes-halvøen i Island. Den kan nogle gange blive set fra Reykjavík over bugten Faxaflói (Faxefjord), en afstand på cirka 120 km.
Bjerget er et af de mest berømte steder i Island, først og fremmest på grund af romanen Rejsen til jordens indre (1864) af den franske forfatter Jules Verne, hvor romanens hovedpersoner opdager en indgang i Snæfellsjökull som leder til en passage der fører til en fantastisk verden i jordens centrum.
Bjerget er en del af Snæfellsjökull nationalpark (Þjóðgarðurinn Snæfellsjökull).
Nedenfor Snæfellsjökull var stedet hvor den historiske Erik den Røde i slutningen af 900-tallet drog ud på sin berømte sejlads vestover, som ledte til at han opdagede og udforskede Grønland.
I august 2012 var bjergtoppen snefri for første gang i historisk tid.(is)